# Fuscozetes angustus
Fuscozetes angustus är en kvalsterart som först beskrevs av Banks 1910.  Fuscozetes angustus ingår i släktet Fuscozetes och familjen Ceratozetidae. Inga underarter finns listade i Catalogue of Life.